# Conferencia de Nyon
La Conferencia de Nyon se llevó a cabo entre varios países europeos en septiembre de 1937 en la ciudad de Nyon, Suiza. Surgió en el marco de un plan más amplio de no intervención en la guerra civil española. Trató sobre la piratería internacional en el mar Mediterráneo y fue liderada por el Reino Unido y Francia. También asistieron Bulgaria, Egipto, Grecia, Rumanía, Turquía, la Unión Soviética y Yugoslavia.
El primer acuerdo, firmado el 14 de septiembre de 1937, se ocupó de los planes para atacar submarinos agresivos, que podrían ser contraatacados por buques de guerra. Se establecieron patrullas navales: Gran Bretaña y Francia se encargarían de patrullar la mayor parte del Mediterráneo occidental y partes del oriental; mientras que los otros signatarios patrullarían sus aguas territoriales. Se permitiría que Italia se uniera al acuerdo y patrullara el mar Tirreno si lo deseara. 
Tres días más tarde, se firmó un segundo acuerdo que trataba sobre los buques y aplicaba provisiones similares. Ni Italia ni Alemania asistieron a la conferencia, aunque Italia inició patrullas navales en noviembre. Los esfuerzos para prevenir ataques de submarinos fueron exitosos, en marcado contraste con el Comité de No Intervención y la Sociedad de las Naciones.

## Contexto y organización
El Comité de No Intervención, creado en 1936, había intentado restringir el flujo de armas a los bandos de la guerra civil española. Bajo un plan del Comité, se dispusieron observadores neutrales en los puertos y fronteras españolas. Se asignaron zonas de patrullaje para el Reino Unido, Francia, Alemania e Italia. Tras los ataques al crucero alemán Leipzig el 15 y el 18 de junio, Alemania e Italia retiraron sus patrullas. Gran Bretaña y Francia ofrecieron reemplazarlas en sus secciones patrulladas, pero estas potencias creyeron que tal presencia sería muy parcializada. El Almirantazgo británico creía que la mejor solución consistía en un esfuerzo controlador significativo, por lo cual se establecieron cuatro puestos de control en respuesta a ataques contra barcos británicos; las medidas de control previas habían sido ampliamente evadidas. Esta sería la base para una reunión mediterránea, sugerida por el ministro de Asuntos Exteriores francés Yvon Delbos. El submarino italiano Iride atacó sin éxito al destructor británico Havock, lo que fortaleció la disposición hacia Italia.
Los británicos organizaron una conferencia para todas las partes que contaran con una línea costera en el Mediterráneo, junto con Alemania e Italia, el 5 o 6 de septiembre. Francia quería que la Unión Soviética y la España republicana fueran invitadas, pero el Reino Unido solo permitiría que aquella asistiera; por tanto, ningún representante español fue invitado. Francia evitaba una directa intervención en la cuestión española, con el nuevo primer ministro, Camille Chautemps, en contra. El lugar elegido para la conferencia fue Nyon, en Suiza, aunque Ginebra hubiera sido más usual, fue evitada debido a que en Italia estaba asociada con las acciones de la Sociedad de Naciones sobre la crisis de Abisinia. El gobierno soviético acusó formalmente a los italianos del hundimiento de dos navíos rusos, el Tuniyaev y el Blageav, quizás en un intento por mantener a Italia y Alemania fuera de la conferencia. Italia y Alemania apelaron a que el Comité de No Intervención lidiara con la piratería y otros temas que la conferencia iba a discutir. El Reino Unido y Francia rechazaron esta sugerencia y continuaron preparando la reunión. Los británicos creían que convencerían a Italia de abandonar a Alemania, uno de los objetivos de la política de apaciguamiento. Ni Italia ni Alemania estuvieron presentes el 10 de septiembre, al inicio de la conferencia.

## Disposiciones
Los altos mandos navales británicos y franceses rechazaron la idea de establecer un sistema de convoyes, que se había dejado entrever en los esbozos del acuerdo. Los primeros querían reducir la actividad de los submarinos, convencidos de que encubriendo los ataques realizados por esos medios evitaría la confrontación. Los franceses, en cambio, creían que los navíos y los aeroplanos eran igual de importantes. En esta línea, mostraron su rechazo a la creación de escuadras multinacionales, repelidos por la idea que sus barcos fueran comandados por extranjeros. El gabinete británico abordó varios planes el 8 de septiembre, entre los que se contaba la creación de ocho grupos de tres destructores cada uno para cubrir la parte occidental del Mediterráneo. Un día después, en la víspera del inicio de la conferencia, entablaron conversación con los franceses. Así, el proceso se bifurcó: británicos y franceses conversaban a solas, mientras que a las reuniones formales asistían todas las partes. Gran parte del resto de naciones se opuso a la entrada de la Unión Soviética en aguas mediterráneas, de modo que Reino Unido y Francia acordaron encargarse del patrullaje del mar Egeo. Los soviéticos aceptaron esta decisión.
La firma del Acuerdo del Mediterráneo el 14 de septiembre puso fin a la conferencia. Lo suscribieron Bulgaria, Egipto, Francia, Grecia, Rumanía, Turquía, Reino Unido, la Unión Soviética y Yugoslavia. A diferencia del Tratado Naval de Londres firmado en 1930 y del Protocolo Submarino, enmarcado en el Segundo Tratado Naval de Londres de 1936, el acuerdo señaló los ataques perpetrados por submarinos contra barcos neutrales.
El acuerdo contemplaba que se pudiera hundir cualquier submarino que atacase a navíos neutrales, incluyendo aquellos que se encontrasen cerca del lugar del ataque y fuesen sospechosos de haberlo cometido. Las flotas británica y francesa patrullarían las aguas situadas al oeste de Malta, donde podrían atacar a cualquier submarino sospechoso. Serían sus gobiernos los que decidiesen cómo se ejecutaría la división de estas tareas de patrullaje. Asimismo, habrían de velar por la alta mar y las aguas territoriales mediterráneas de todos los territorios que se adscribiesen al acuerdo. Se decidió que Reino Unido aportase sesenta de los destructores necesarios, mientras que el resto correría a cargo de Francia, que también se encargaría de prestar los aeroplanos destinados a acompañar a los buques.
Se acordó también que Italia pudiese participar en el patrullaje del mar Tirreno si así lo deseaba. En lo concerniente al Mediterráneo oriental, Reino Unido y Francia se encargarían de velar por los Dardanelos, pero no por el mar Adriático. Serían los países firmantes los que habrían de ocuparse de sus propias aguas territoriales, así como de colaborar con franceses y británicos en caso de que estos lo necesitasen. Se dejó abierta la posibilidad de revisar estas disposiciones, incluso la manera en que se había dividido el área en zonas. El acuerdo también fijó la prohibición de actividades con submarinos, a excepción de en dos supuestos: navegando sin sumergirse y acompañados de un barco de superficie y llevando a cabo pruebas de entrenamiento. En esta misma dirección, los gobiernos tan solo tendrían que permitir la entrada a sus aguas a los submarinos extranjeros en situaciones extremas, como, por ejemplo, de socorro. De igual manera, a los navíos mercantes se les aconsejaba ceñirse a las rutas marítimas.
En el acuerdo se insistió en la posibilidad de que Italia se adscribiera al acuerdo. Además, Delbos anunció que se sacarían adelante proposiciones similares para las naves de superficie. Se estableció que las disposiciones del acuerdo entrarían en vigor el 20 de septiembre. Los británicos y franceses sabían que los italianos habían detenido sus operaciones secretas con submarinos, pero, aun así, en la noche del 19 al 20 de septiembre se emprendieron acciones para reforzar el acuerdo alcanzado en la conferencia. Los delegados que llegaron al acuerdo quedaron satisfechos; de hecho, The Times los comparó con los jugadores de críquet que, tras el partido, «revisan sus entradas, over por over».
Los mandos navales franceses y británicos se trasladaron a Ginebra, donde firmaron un segundo acuerdo el 17 de septiembre de 1937. Así, las normas fijadas para los submarinos se extrapolaron también a los navíos de superficie. Se publicaron las versiones de ambos acuerdos tanto en francés como en inglés. Además, fueron varias las propuestas que se quedaron en el tintero: por ejemplo, el almirante británico Ernle Chatfield quería que los bandos españoles tuviesen la posibilidad de verificar que la bandera que un barco tenía izada era la correcta, de manera que se pudiesen evitar los ataques a barcos británicos, que eran frecuentes, dado que los republicanos usaban esa bandera para poder escapar y, en consecuencia, eran disparados. Esta medida, sin embargo, habría favorecido a los nacionales, por lo que los franceses insistieron en que no se incluyera. Grecia y Turquía querían que no fuese necesario disparar a aquellos barcos que tuviesen una seña de identificación clara, de manera que sus marinos no se viesen forzados a disparar a buques de guerra italianos o alemanes. Se rechazó esta solicitud, si bien se incluyó una enmienda por la que se permitía a las naciones emitir las órdenes que prefiriesen en sus propias aguas territoriales. Otra de las sugerencias, aprobada esta sin mayor problema, fue la de poder disparar a cualquier aeroplano que atacase. Por otra parte, se aprobó una cláusula que obligaba a atacar a cualquier navío agresor en caso de que Francia lo solicitase. Por último, los soviéticos propusieron endurecer los efectos del acuerdo.

## Posteridad
El 13 de septiembre se invitó a Italia a suscribir el acuerdo. Sin embargo, rechazó la propuesta, negándose a patrullar el mar Tirreno. Exigió «paridad absoluta» con el Reino Unido y Francia, lo que implicaría que todos tuviesen el mismo derecho a patrullar el Mediterráneo. Así, en caso de que se alcanzase dicha paridad, aceptaría la propuesta. Mientras tanto, el día 15 de ese mismo mes, el Gobierno de Benito Mussolini envió dos submarinos al bando sublevado de Francisco Franco. La Unión Soviética se negó a navegar las rutas patrulladas por los italianos, al mismo tiempo que los turcos, griegos y yugoslavos les denegaron el uso de sus puertos. El 30 de septiembre se firmó un compromiso que supuso que Italia comenzase con el patrullaje el 10 de noviembre. El Gobierno británico, y Neville Chamberlain en concreto, deseaba mejorar las relaciones con el país mediterráneo, lo que consiguió al firmar los Acuerdos de Pascua de 1938.
El patrullaje suponía una carga para la Marina Real británica y las provisiones se redujeron tras el acuerdo con los franceses, que entró en vigor en enero. Los submarinos reanudaron su actividad de inmediato, mientras que las patrullas lo hicieron a comienzos de febrero. En conjunto, la actividad de los submarinos fue reducida durante este periodo; las patrullas volvieron a reducirse en mayo y el acuerdo se suspendió en agosto. El éxito de la conferencia fue marcado en contraste con los fracasos del Comité de No Intervención. Los nacionales y los italianos pasaron a usar sus fuerzas aéreas contra los barcos; consiguieron hundir al menos un barco con sus aeronaves en las costas españolas a finales de 1937.
En el Reino Unido, Eden tildó los ataques con submarinos de salvajes. También apuntó que las agresiones contra estos medios quedarían restringidas a circunstancias extremas y que ninguno de los bandos podría comprometer navíos neutrales. Se mostró partidario, además, de evitar un «bloque anglo-franco-soviético». La prensa se posicionó a favor del acuerdo, aunque tanto The Times como The Guardian expresaron algunas dudas. Los historiadores británicos han solido ver en la Conferencia de Nyon un importante refugio frente a las agresiones, aunque con ciertas reservas. Christopher Seton-Watson lo considera una «victoria diplomática», mientras que Jill Edwards señala que no consiguió un cambio de rumbo de la política italiana. Asimismo, el acuerdo agrandó la brecha entre Eden, en su cartera de Asuntos Exteriores, y Chamberlain, como primer ministro.
Maksim Litvínov, representante soviético en la conferencia, quedó satisfecho con el resultado, ya que el acuerdo permitiría el despliegue de más fuerzas militares en el Mediterráneo si fuese necesario. Recalcó el «derecho indiscutible» de la Unión Soviética a enviar unidades a este mar, algo a lo que Alemania e Italia se habían negado en las reuniones del Comité de No Intervención. Lamentó, asimismo, que se hubiese dado la espalda a los navíos mercantes españoles. El resto de naciones creía que haberlos incluido equivaldría a una intervención formal en la contienda. Aretas Akers-Douglas, embajador británico en la URSS, informó de que los soviéticos habían acogido el devenir de la conferencia con «moderada satisfacción» y que querían atribuirle el mérito a su delegación, por el papel desempeñado.
La opinión pública francesa, por su parte, acogió favorablemente el resultado de la conferencia, siendo la extrema izquierda la única que le puso algún pero, al asegurar que los barcos republicanos no recibirían protección alguna. Los alemanes lo recibieron con reservas, aunque la prensa mostró su satisfacción por la exclusión de los soviéticos del patrullaje. En España, los republicanos —al borde del desastre— se mostraron a favor, mientras que los nacionales lo criticaron fervientemente. Los primeros alabaron el incremento de la seguridad en las rutas marítimas, aunque quedaron defraudados al saber que no se habían concedido derechos bélicos a ambos bandos. Los nacionales elevaron varias quejas, incluida una acerca de la ruta que se recomendaba, pero ninguna de ellas produjo cambios en el acuerdo. Este fue bienvenido en otros países miembros de la Sociedad de las Naciones. Los historiadores italianos suelen minimizar la importancia de la conferencia, que ven como poco más que una mera extensión del Comité de No Intervención.